# 타임지 선정 100대 소설
타임지 선정 100대 소설(Time's List of the 100 Best Novels)은 잡지 《타임》이 1923년에서 2005년까지 영어로 된 소설 중 100개를 선정한 것이다. 문학 비평가인 레프 그로스만과 리차드 라카요가 선정했다.

## 목록
선정된 100개의 소설 목록은 다음과 같다.
| 번호 | 제목                                | 작가                      | 출간연도 | 국내번역 |
| ---- | ----------------------------------- | ------------------------- | -------- | -------- |
| 1    | 인도로 가는 길                      | E. M. 포스터              | 1924     |          |
| 2    | 댈러웨이 부인                       | 버지니아 울프             | 1925     |          |
| 3    | 위대한 개츠비                       | F. 스콧 피츠제럴드        | 1925     |          |
| 4    | 미국의 비극                         | 시어도어 드라이저         | 1925     |          |
| 5    | 태양은 다시 떠오른다                | 어니스트 헤밍웨이         | 1926     |          |
| 6    | 산 루이스 레이의 다리               | 손턴 와일더               | 1927     |          |
| 7    | 등대로                              | 버지니아 울프             | 1927     |          |
| 8    | 대사교의 죽음                       | 윌라 캐더                 | 1927     |          |
| 9    | 붉은 수확                           | 대실 해밋                 | 1929     |          |
| 10   | 음향과 분노                         | 윌리엄 포크너             | 1929     |          |
| 11   | 팔월의 빛                           | 윌리엄 포크너             | 1932     |          |
| 12   | 사마라에서의 약속                   | 존 오하라                 |          |          |
| 13   | 북회귀선                            | 헨리 밀러                 |          |          |
| 14   | 나는 황제 클라우디우스다.           | 로버트 그레이브스         |          |          |
| 15   | 한 줌의 먼지                        | 에벌린 워                 |          |          |
| 16   | 잠이라 부르자                       | 헨리 로스                 |          |          |
| 17   | 바람과 함께 사라지다                | 마거릿 미첼               |          |          |
| 18   | 그들의 눈은 신을 보고 있었다        | 조라 닐 허스턴            |          |          |
| 19   | 수영하는 두 마리 새                 | 플란넬 오브라이언         |          |          |
| 20   | 분노의 포도                         | 존 스타인벡               |          |          |
| 21   | 메뚜기의 하루                       | 너새니얼 웨스트           |          |          |
| 22   | 거대한 잠                           | 레이먼드 챈들러           |          |          |
| 23   | 권력과 영광                         | 그레이엄 그린             |          |          |
| 24   | 아이들을 사랑한 남자                | 크리스티나 스테드         |          |          |
| 25   | 흑인의 아들                         | 리처드 라이트             |          |          |
| 26   | 마음은 외로운 사냥꾼                | 카슨 맥컬러스             |          |          |
| 27   | 안녕하세요, 하느님? 저 마가릿이에요 | 주디 블룸                 |          |          |
| 28   | 딜리버런스                          | 제임스 디키               |          |          |
| 29   | 그대로 두고 연기하라                | 조앤 디디온               |          |          |
| 30   | 중력의 무지개                       | 토머스 핀천               |          |          |
| 31   | 도그 솔져스                         | 로버트 스톤               |          |          |
| 32   | 래그타임                            | E. L. 닥터로              |          |          |
| 33   | 팔코너                              | 존 치버                   |          |          |
| 34   | 하우스키핑                          | 마릴린 로빈슨             |          |          |
| 35   | 한밤의 아이들                       | 살만 루슈디               |          |          |
| 36   | 돈 혹은 한 남자의 자살 노트         | 마틴 에이미스             |          |          |
| 37   | 뉴로맨서                            | 윌리엄 깁슨               |          |          |
| 38   | 화이트 노이즈                       | 돈 디릴로                 |          |          |
| 39   | 핏빛자오선                          | 코맥 매카시               |          |          |
| 40   | 그물을 헤치고                       | 아이리스 머독             | 1954     |          |
| 41   | 스포츠 라이터                       | 리처드 포드               |          |          |
| 42   | 오기 마치의 모험                    | 솔 벨로                   | 1953     |          |
| 43   | 모든 왕의 남자들                    | 로버트 펜 워런            | 1946     |          |
| 44   | 미국의 목가                         | 필립 로스                 | 1997     |          |
| 45   | 동물 농장                           | 조지 오웰                 | 1946     |          |
| 46   | 점원                                | 버나드 맬러머드           | 1957     |          |
| 47   | 속죄                                | 이언 매큐언               | 2002     |          |
| 48   | 사랑받는이여                        | 토니 모리슨               | 1987     |          |
| 49   | 베를린 이야기                       | 크리스토퍼 이셔우드       | 1946     |          |
| 50   | 눈 먼 암살자                        | 마거릿 애트우드           | 2000     |          |
| 51   | 브라이즈헤드 재방문                 | 에벌린 워                 | 1946     |          |
| 52   | 캐치-22                             | 조지프 헬러               | 1961     |          |
| 53   | 호밀밭의 파수꾼                     | 제롬 데이비드 샐린저      | 1951     |          |
| 54   | 시계태엽 오렌지                     | 앤서니 버제스             |          |          |
| 55   | 냇 터너의 고백                      | 윌리엄 스타이런           | 1967     |          |
| 56   | 인생수정                            | 조너선 프랜즌             | 2001     |          |
| 57   | 제49호 품목의 경매                  | 토머스 핀천               | 1966     |          |
| 58   | 시간의 노래에 맞춘 춤               | 앤서니 파월               | 1951     |          |
| 59   | 광막한 사르가소 바다                | 진 리스                   | 1966     |          |
| 60   | 가족의 죽음                         | 제임스 에이지             | 1958     |          |
| 61   | 마음의 죽음                         | 엘리자베스 보웬           | 1958     |          |
| 62   | 왓치맨                              | 앨런 무어와 데이브 기번스 | 1986     |          |
| 63   | 프랑스 중위의 여자                  | 존 파울즈                 | 1969     |          |
| 64   | 금색 공책                           | 도리스 레싱               | 1962     |          |
| 65   | 산위에 올라가서 외치라              | 제임스 볼드윈             | 1953     |          |
| 66   | 문제의 중심                         | 그레이엄 그린             | 1948     |          |
| 67   | 허조그                              | 솔 벨로                   | 1964     |          |
| 68   | 비스와스 씨를 위한 집               | V.S. 나이폴               | 1962     |          |
| 69   | 무한의 농담                         | 데이빗 포스터 월래스      | 1996     |          |
| 70   | 투명인간                            | 랠프 엘리슨               | 1952     |          |
| 71   | 하얀 이빨                           | 제이디 스미스             | 2000     |          |
| 72   | 사자, 마녀와 군복                   | C. S. 루이스              | 1950     |          |
| 73   | 롤리타                              | 블라디미르 나보코프       | 1955     |          |
| 74   | 파리대왕                            | 윌리엄 골딩               | 1954     |          |
| 75   | 반지의 제왕                         | J. R. R. 톨킨             | 1954     |          |
| 76   | 사랑하는                            | 헨리 그린                 | 1945     |          |
| 77   | 행운이 많은 짐                      | 킹슬리 에이미스           | 1954     |          |
| 78   | 화산 아래서                         | 말콤 로우리               | 1947     |          |
| 79   | 영화보러가는자                      | 워커 퍼시                 | 1961     |          |
| 80   | 네이키드 런치                       | 윌리엄 S. 버로스          | 1959     |          |
| 81   | 나를 보내지마                       | 가즈오 이시구로           | 2005     |          |
| 82   | 1984                                | 조지 오웰                 | 1948     |          |
| 83   | 길 위에서                           | 잭 케루악                 | 1957     |          |
| 84   | 뻐꾸기 둥지 위로 날아간 새          | 켄 키지                   | 1962     |          |
| 85   | 페인트로 얼룩진 새                  | 예르지 코진 스키          | 1965     |          |
| 86   | 창백한 불꽃                         | 블라디미르 나보코프       | 1962     |          |
| 87   | 포트노이의 불평                     | 필립 로스                 |          |          |
| 88   | 소유                                | A. S. 바이엇              |          |          |
| 89   | 진 브로디의 프라임                  | 뮤리엘 스파크             | 1961     |          |
| 90   | 달려라 토끼                         | 존 업다이크               | 1960     |          |
| 91   | 인식                                | 윌리엄 가디스             | 1955     |          |
| 92   | 혁명의 길                           | 리처드 예이츠             | 1961     |          |
| 93   | 제 5 도살장                         | 커트 보니것               | 1969     |          |
| 94   | 스노우 크래쉬                       | 닐 스티븐슨               | 1992     |          |
| 95   | 쉘터링 스카이                       | 폴 보울스                 | 1949     |          |
| 96   | 연초 도매상                         | 존 바스 (소설가)          | 1960     |          |
| 97   | 추운 나라에서 돌아온 스파이         | 존 르 카레                | 1964     |          |
| 98   | 모든 것이 산산이 부서지다           | 치누아 아체베             | 1959     |          |
| 99   | 앵무새 죽이기                       | 하퍼 리                   | 1960     |          |
| 100  | 유빅                                | 필립 딕                   | 1969     |          |

## 같이 보기
- 르 몽드가 선정한 세기의 도서 100권